# Audea pseudocatocala
Audea pseudocatocala là một loài bướm đêm trong họ Erebidae.